# Bauhinia fulva
Bauhinia fulva är en ärtväxtart som beskrevs av Pieter Willem Korthals. Bauhinia fulva ingår i släktet Bauhinia och familjen ärtväxter. Inga underarter finns listade i Catalogue of Life.